# Tour du Condroz 1962
Il Tour du Condroz 1962, quarta edizione della corsa, fu disputato il 31 marzo 1962 per un percorso di 198 km. Fu vinto dal belga Victor Van Schil,  seguito dai connazionali Constant de Keyser e Andre Bar.

## Ordine d'arrivo (Top 10)
| Pos. | Corridore          | Squadra               | Tempo    |
| ---- | ------------------ | --------------------- | -------- |
| 1    | Victor Van Schil   | Mercier BP Hutchinson | 5h27'14" |
| 2    | Constant De Keyser | Groene Leeuw          | a 1'21"  |
| 3    | Andre Bar          | Peugeot               | 2'49     |